# سیارک ۲۱۱۷
سیارک ۲۱۱۷ (به انگلیسی: 2117 Danmark، نامگذاری:1978AC) دو هزار و صد و هفدهمین سیارک کشف شده‌است که در ۹ ژانویه ۱۹۷۸ کشف شد.
قدر مطلق سیارک برابر ۱۱٫۷۰ است.